# 용유중학교
용유중학교(龍游中學校)는 대한민국 인천광역시 중구 남북동에 있는 공립 중학교이다.

## 학교 연혁
- 1964년 12월 12일 : 용유중학교 설립인가
- 1965년 3월 16일 : 개교(남북리 583번지)
- 1965년 4월 15일 : 초대 이해철 교장 취임
- 1966년 11월 22일 : 2개 교실 준공
- 1966년 12월 6일 : 신축교사로 이전
- 1968년 2월 10일 : 제1회 졸업식(남 35명, 여 10명 계 45명)
- 1971년 10월 26일 : 교사 1동 신축
- 2006년 1월 23일 : 13개 교실 준공
- 2006년 2월 18일 : 신축교사로 이전
- 2023년 3월 1일 : 인천용유초·중학교 통합
- 2024년 3월 2일 : 제29대 이재원 교장 취임
- 2024년 3월 4일 : 2024학년도 신입생 입학(23명)

## 참고 자료
- 용유중학교 - 한국교육학술정보원 학교알리미